# 安华：不为人知的故事
《安华：不为人知的故事》，是一部2023年上映的传记电影，由马来西亚与印尼联合制作，并根据马来西亚第10任首相安华·依布拉欣在1993年至1998年的真人真事改编而成。

## 内容
故事讲述1993年至1998年期间，安华·依布拉欣担任副首相兼财政部长，以及到之后被诬陷、被开除甚至被关进拘留所和上庭的一系列经历。故事以安华在1998年9月29日出庭为结束。

## 演员名单
《安华：不为人知的故事》 由马来西亚与印尼的知名演员参演。
- 法立卡米尔（英语：Farid Kamil） 飾演 安华·依布拉欣
- 哈斯努·拉末 飾演 马哈迪·莫哈末
- 阿查·瑟特莉亚（英语：Acha Septriasa） 飾演 旺阿兹莎
- 毕·巴高（Piet Pagau） 飾演 依布拉欣·阿都拉曼（Ibrahim Abd Rahman，安华的父亲）
- 德维·伊拉万（Dewi Irawan） 飾演 仄燕胡先（Che Yan Hussein，安华的母亲）
- 萨斯基亚·查德威克（Saskia Chadwick） 飾演 努鲁依莎（安华的长女儿）
- 费利斯·洛夫里·希达耶特（Felice Lovely Hidayat） 飾演 努鲁依曼·安华（Nurul Iman Anwar，安华的次女儿）
- 阿扎拉·安纳塞拉（Azzahra Annasera） 飾演 努鲁哈娜·安华（Nurul Hana Anwar，安华的第三女儿）

## 制作
电影的筹备工作始于2011年，剧本则于2021年开始制作，由印尼的比昂拉拉娱乐公司（Bianglala Entertainment）和马来西亚的全民媒体（Rakyat Media）联合制作。因在马来西亚有诸多限制之故，主体拍摄主要在印尼完成，拍摄时间共耗时约2年。根据制作人祖纳于2022年在印尼时的解释，通常在马来西亚制作历史电影是非常困难的，而且大部分内容必须遵从政府的角度来讲述，还得担心电影在大马影院上映之前可能会面临严格的审查，这是电影选择在印尼拍摄的原因。除此之外，由于安华·依布拉欣是国会反对党领袖的身份，在寻找愿意接演「安华」这个角色的演员过程上花了很长时间，直到在拍摄前两个月才找到法立卡米尔愿意接受扮演「安华」的角色，他是第5位符合这个条件的艺人。
制作人祖纳自1998年以来就有制作一部关于安华的电影的想法。然后，他在2012年观看了电影制作人薇瓦韦丝蒂（Viva Westi）编剧和导演的《拉雅，光上之光》（Rayya, Cahaya di Atas Cahaya）后，希望能让对方担任导演，但苦于沒有联络方式所以沒有成事，直到2021年8月与薇瓦韦丝蒂接触后才实现。薇瓦韦丝蒂当时是阅读了印尼媒体时代周刊刊登关于安华·依布拉欣的报导后，决定自行联系祖纳。
电影剧本进行了大量研究，并进行了7次以上的修改。内容是采访了安华·依布拉欣的亲属和他的律师，并从马来西亚国家档案馆和皇家调查委员会等政府渠道获得了有关安华在监狱中遭受虐待的更多信息，以尽可能通过安华本人的亲身经历来完善。电影最初在2022年11月公布的马来语或印尼语名称是《路尚漫长》（Jalan Masih Panjang），后来于2023年3月公布的官方海报上名称改为英语的《安华：不为人知的故事》（ANWAR: The Untold Story）。

## 音乐
电影的原声音乐《守护你所爱》（Menjaga Cintamu）是由印尼的作曲家安迪·里安托，和作词人士卡·阿尤·阿斯马拉联合制作，由马来西亚著名歌手茜蒂·諾哈麗莎负责演唱，录制工作在马来西亚音乐家奥普列·苏维多的Cranky Music工作室完成。

## 发行
《安华：不为人知的故事》于2023年3月1日在吉隆坡W酒店进行了推介礼，发行商全民媒体宣布电影将于5月11日在大地影院（Dadi Cinema）、嘉通院线（GSC）、TGV影院及MBO影院超过100家影院上映。5月8日，电影在吉隆坡柏威年廣場的大地影院举行首映礼，电影改为5月18日全国上映。

## 票房
《安华：不为人知的故事》在上映首日收获100万令吉票房，是同期上映的电影之中唯一在上映首日收获百万票房的电影。

## 反应
《安华：不为人知的故事》获得观众褒贬不一的反应，一些人赞扬电影的描写，而另一些人则出于多种原因给予负面评论。电影的多数负评主要集中在演员的表现上，在给予负评之中，观众认为电影演员们没有很好地演绎其角色的性格，在言行举止上也表现不足。电影中出现一些尴尬的对话，例如让来自印尼的演员在模仿其角色在马来西亚的口音时，显然很难说出当地方言。电影的拍摄和剪辑技术也让人产生尴尬和业余的感觉，并没有公正地描述安华的旅程和他为之奋斗的目标，让人感觉电影像是聚焦在安华重要事件的一部合辑。

## 轶事
电影发行商全民媒体（Rakyat Media）发出了票房目标是1亿令吉的豪言壮言，试图挑战马来西亚最高票房电影《末基劳：英雄崛起》的记录。
2023年3月18日，电影主角安华·依布拉欣在出席莎阿南美拉瓦蒂体育馆举办的人民公正党特别大会时，大会上播放了该自传电影的预告片。安华与一众公正党领袖在观看该预告片时感慨不已，不禁热泪盈眶，约1200名党员在现场一片唏嘘，并高喊「烈火莫熄」口号。然后在5月8日吉隆坡柏威年廣場的大地影院举行首映礼上，安华携同夫人旺阿兹莎以及数名内阁部长、政治人物、影视工作者和250名贵宾和知名人物到现场观看时，受到现场数以百计观众的热烈欢迎，以「烈火莫熄」的口号也回荡在电影院中。

## 评价
该电影被视为是继前任首相马哈迪·莫哈末的纪录片《M for Malaysia》后，另一部具有神化味道的电影。